# Campionato italiano di pallacanestro
Il campionato italiano di pallacanestro è l'insieme delle competizioni cestistiche a carattere nazionale e regionali istituiti dalla Federazione Italiana Pallacanestro (FIP). I campionati sono suddivisi e organizzati in nove livelli, di cui il primo è inquadrato nell'area del professionismo, mentre i restanti otto sono a carattere dilettantistico. La Lega Società di Pallacanestro Serie A o più comunemente Lega Basket organizza e dirige il maggiore livello, la Serie A, mentre la Lega Nazionale Pallacanestro (LNP) organizza e dirige la Serie A2 (massimo livello a carattere dilettantistico che assegna il titolo di Campione d'Italia dilettanti) e la Serie B Nazionale. I restanti 6 livelli sono gestiti su mandato della FIP ai vari Comitati Regionali. I primi due organizzati a carattere Interregionale sono la Serie B Interregionale e la Serie C dove le formazioni iscritte vengono organizzate su 4 Conference su base territoriale (Nord-Est; Nord-Ovest; Centro e Sud). I 4 livelli rimanenti sono organizzati su base regionale in base al numero di formazioni presenti nei vari comitati regionali e sono la Divisione Regionale 1; la Divisione Regionale 2; Divisione Regionale 3 e la Divisione Regionale 4.

I campionati sono organizzati in una prima fase detta Regular Season o Fase di Qualificazione composta da un girone all'italiana a doppio turno, in cui le squadre si affrontano due volte a campi invertiti. Il punteggio in classifica è così assegnato: due punti per la vittoria e nessun punto per la sconfitta. Dal 1941 al 1956 era ammesso anche il pareggio, che valeva un punto, e dal 1956 al 1965 la sconfitta valeva un punto. Le squadre successivamente a seconda dei vari regolamenti interni dei campionati si possono essere inserite in base al loro piazzamento in questa fase di qualificazione nei Play-off/Play-in di promozione o nei Play-out di retrocessione.

## Storia
La storia del basket in Italia è iniziata nel 1907, quando la pallacanestro, originariamente chiamata “palla al cerchio” e poi più comunemente “palla al cesto”, è stata introdotta nel nostro paese da  Ida Nomi Pesciolini, insegnante di educazione fisica senese e membro della commissione tecnica femminile della Federginnastica che tradusse il regolamento originale creato dal Dottor Naismith. Considerava la pallacanestro uno sport adatto alle ragazze e decise di presentarlo per la prima volta al Concorso Ginnico di Venezia, facendo giocare le sue allieve.
La prima partita di basket in Italia fu disputata il 27 aprile 1907, esattamente a Siena, con un gran numero di spettatori e un biglietto da 50 centesimi di lire, cifra che potrebbe sembrare irrisoria, ma che corrisponde a circa 5 euro dei nostri giorni, a causa dell’inflazione. Da quel momento la “palla al cerchio” inizia a essere giocata soprattutto tra i militari, ma viene leggermente modificato il nome che diventa “palla al cesto”.

Lo sport venne praticato durante la prima guerra mondiale dalle forze armate italiane. Una volta terminato il conflitto, tuttavia, grazie al successo guadagnato tra i militari, l’attività sportiva continuò a essere praticata, tanto che vennero organizzati diversi eventi, già a partire dal 1919. Proprio in questo anno furono organizzate delle partite all’Arena di Milano e si iniziarono a formare le prime squadre, tanto che nel mese di novembre dello stesso anno, fu istituito il primo campionato italiano. In questo momento, lo sport era ancora relegato al mondo militare e nelle squadre militavano soltanto soldati. I vari corpi armati delle diverse città avevano un gruppo sportivo che gareggiava nel campionato. Soltanto un anno dopo, grazie all’influenza di Manlio Pastorini, un ginnasta che vinse l’oro ad Anversa, si iniziò a praticare la “palla al cesto” anche nel mondo civile. 

### Dal 1920 al 1930
Il primo campionato di pallacanestro maschile fu organizzato nel 1920 organizzato dalla Reale Federazione Ginnastica Nazionale Italiana che organizzò i campionati del 1920 vinto dalla Società Educazione Fisica Costanza di Milano, capitanata da Carlo Andreoli e del 1921 vinto invece dall'ASSI Milano allenata da Guido Brocca. 

 Dal 1922 l'organizzazione del singolo livello del campionato italiano passo alla neo costituita Federazione Italiana Basketball oggi FIP. I primi sei titoli furono vinti da squadre milanesi (cinque dall’A.S.S.I., una squadra di studenti, e uno dall’Internazionale), e nel 1928 vinse per la prima volta la Ginnastica Roma. 
|             | Federazione Italiana Basketball |
| I livello   | Divisione Nazionale             |
| II livello  | Prima Divisione                 |
| III livello | Seconda Divisione               |

### Dal 1930 al 1936
La prima riforma del campionato avvenne nel 1931 con la nascita Divisione Nazionale che porto alla formazione di un 
campionato di secondo (Prima Divisione) e di terzo (Seconda Dividione) iniziando di un sistema di promozioni e retrocessioni tra essi.

### Dal 1937 al 1943 e il dopoguerra
Dalla stagione 1937-1938 il massimo campionato assume per la prima volta la denominazione Serie A composto per la sua prima stagione da 9 squadre (per via del ritiro del GUF Padova) con la vittoria dell'Olimpia Milano. Quest'anno segna anche la nascita della Serie B composta da più gironi a carattere regionale garantendo un sistema di promozioni e retrocessioni con la massima serie. Il terzo livello fino alla stagione 1942-1943 mantenne il nome Prima Divisione. Dopo la seconda guerra mondiale la ripresa dei campionati fu molto traumatica poiché, a differenza  del calcio, la gran parte delle squadre non erano mai state sostenute da capitali privati, nel basket poco presenti, ma erano state creazioni dirette del regime fascista, ed erano dunque crollate con esso. Il merito sportivo fu quasi azzerato, e il campionato 1945-1946 ripartì con una divisione unica ripartita per regioni. Fu da questo torneo che nel 1947 e poi nel 1948 si crearono le nuove categorie, tra cui nella stagione 1948-1949 la Serie C. 
| Situazione dal 1937 al 1943 | Situazione dal 1937 al 1943                                 | Situazione dal 1948 al 1955 | Situazione dal 1948 al 1955                         |
| I livello                   | Serie A Nazionale a girone unico                            | I livello                   | Serie A Nazionale a girone unico                    |
| II livello                  | Serie B Interregionale a gironi interregionali              | II livello                  | Serie B Interregionale a gironi interregionali      |
| III livello                 | Prima Divisione Regionale a gironi unici o interprovinciali | III livello                 | Serie C Regionale a gironi unici o interprovinciali |

### Dal 1955 al 1965
Con la nascita del campionato Elette diventato il massimo livello del campionato vediamo in questi 10 anni un declassamento della Serie A a secondo livello e la Serie B e la Serie C diventare rispettivamente il terzo e il quarto livello del campionato.
|             | Federazione Italiana Basketball                     |
| I livello   | Elette Nazionale a girone unico                     |
| II livello  | Serie A Nazionale su due gironi                     |
| III livello | Serie B Interregionale a gironi interregionali      |
| IV livello  | Serie C Regionale a gironi unici o interprovinciali |

### Dal 1965 ad oggi
Con la riunione del campionato Elette con la Serie A tale livello torna ad essere (e rimane sino ad oggi) il massimo campionato a livello nazionale tornano ad essere disputato su un girone unico a livello nazionale. Dalla stagione 1970-1971 il campionato verrà organizzato dalla Lega Basket. 
L'evoluzione dei campionati inferiori per via delle numerose riforme che hanno interessato il campionato è più complessa avendo più volte variato e/o aggiunto livelli nel corso degli anni.
Evoluzione del Secondo Livello
Il Secondo Livello mantenne il nome Serie B fino alla stagione 1974-1975 con la nascita per volontà della Lega Basket della Serie A2 mantenendo tale denominazione fino alla stagione 2000-2001. L'anno successivo la Lega basket viene divisa formando un nuovo campionato professionistico la Legadue che rimase in attività fino alla stagione
2012-2013. L'anno successivo con la fondazione della Nuova Lega Nazionale Pallacanestro il secondo livello subì un anno di transizione con la DNA Gold che per la sola stagione 2013-2014 divenne il secondo livello del campionato. Dalla stagione 2014-2015 ad oggi la Serie A2 (pallacanestro maschile) torna ad essere il secondo livello della piramide cestistica italiana e primo livello a carattere dilettantistico assegnando da quell'anno il titolo Campioni d'Italia dilettanti
Evoluzione del Terzo livello
Il Terzo Livello mantenne il nome Serie C fino alla stagione 1973-1974 dove per via della nascita della Serie A2 la Serie B venne "retrocessa" a terzo livello del campionato fino alla stagione 1986-1987 con la divisione del campionato nella Serie B d'Eccellenza (nuovo terzo livello e massimo livello non rientrante nell'area del Professionismo ma nel semiprofessionismo) nota anche come Serie B1 e nella Serie B2 gestiti entrambi dalla neo costituita Lega Nazionale Pallacanestro (LNP) che si occuperà della gestione dei campionati fino alla Serie D. Dalla stagione 2008-2009 in sostituzione della Serie B d'Eccellenza viene istituita la Serie A Dilettanti poi rinominata Divisione Nazionale A o (DNA) che rimase attiva fino alla stagione 2013-2014 con la divisione del campionato (solamente per questa stagione) in DNA Gold (secondo livello) e DNA Silver. Con la formazione della nuova LNP dalla stagione successiva il terzo livello del campionato torno a chiamarsi Serie B che manterrà fino al 2023 dove per via della riforma dei campionati attuata del 2022 assume il nome attuale di Serie B Nazionale.

#### Evoluzione del Quarto livello
Il Quarto Livello mantenne il nome Serie D fino alla stagione 1973-1974 dopo la ristrutturazione dei campionati con l'istituzione della nuova Serie A2 (2º livello), che ha declassato la Serie B al 3º livello e conseguentemente la Serie C al 4º livello della pallacanestro italiana. Dal 1973 in avanti il quarto livello verrà organizzo dalla Lega Nazionale Pallacanestro (LNP) e manterrà la denominazione Serie C fino al 1979 dove il Campionato verrà diviso in Serie C1 (quarto livello) e Serie C2 (nuovo quinto livello del campionato).
Nel 1986 la Serie B viene scissa in due campionati la Serie B1 nuovo terzo livello del campionato e la Serie B2 il nuovo quarto livello del campionato facendo retrocedere la Serie C1 a quinto livello (e ultimo gestito dalla LNP). Dalla stagione 2008-2009 con la riforma dei campionati la Serie B2 viene sostituita dalla nuova Serie B Dilettanti rinominata nel 2011 Divisione Nazionale B che rimarrà il quarto livello del campionato fino alla stagione 2013-2014 dove a seguito dei campionati con la nascita della nuova Serie C Gold che resterà in attività fino alla riforma del 2022 portando alla nascita dalla stagione 2023-2024 la Serie B Interregionale attuale quarto livello del campionato.

#### Evoluzione del Quinto livello
Dal 1974 la Serie D organizza dalla Lega Nazionale Pallacanestro (LNP) diventa il 5º livello a seguito della nascita della Serie A2. Dal 1979 al 1986 con la divisione della Serie C la nuova Serie C2 diventa il quinto livello campionato facendo retrocedere la Serie D al sesto livello del campionato. Con la riforma dei campionati del 1985 che portò alla divisione della Serie B nella B1 e nella B2 la Serie C1 divenne il quinto livello del campionato. Dal 2008 al 2011 la Serie C Dilettanti poi rinominata Divisione Nazionale C diventa il quinto livello campionato gestito dalla Lega Nazionale Pallacanestro (LNP). Dal 2013-2023 la Serie C Silver divenne il quinto livello del campionato fino alla riunione dei campionati di Serie C nella stagione 2023-2024  nella nuova Serie C attuale quinto livello del campionato.

#### Evoluzione del Sesto livello
Dal 1979 al 1986 la Serie D divenne il sesto livello del campionato fino alla riforma che porto alla divisione della Serie B facendo diventare la Serie C2 il nuovo sesto livello. Dal 2008 la Serie D tornò ad essere il sesto livello del campionato fino alla riforma del 2023 con la nascita della Divisione Regionale 1 attuale sesto livello del campionato.

#### Evoluzione del Settimo livello
Dal 2008 al 2023 la Promozione ha rappresentato il settimo livello del campionato fino alla riforma del 2023 con la nascita della Divisione Regionale 2 che ne prese il posto.

#### Evoluzione dell'Ottavo livello
Dal 2008 al 2023 la Prima Divisione ha rappresentato l'ottavo livello del campionato fino alla riforma del 2023 con la nascita della Divisione Regionale 3 che ne prese il posto.

#### Evoluzione del Nono Livello
Dal 2008 al 2023 la Seconda Divisione ha rappresentato il nono livello del campionato fino alla riforma del 2023 con la nascita della Divisione Regionale 4 che ne prese il posto. Essa rappresenta attualmente l'ultimo livello del campionato.
Qui sotto una tabella con i principali cambiamenti dal 1965 a oggi:
|              | Situazione dal 1965 al 1970                 | Situazione dal 1970 al 1974                 | Situazione dal 1974 al 1979                  | Situazione dal 1979 al 1986                  | Situazione dal 1986 al 2001                              | Situazione dal 2001 al 2008                              | Situazione dal 2008 al 2011                            | Situazione dal 2011 al 2013                      | Situazione dal 2013 al 2014                        | Situazione dal 2014 al 2023                        | Situazione dal 2023                                               |
| I livello    | FIP Serie A Nazionale a girone unico        | LBA Serie A Nazionale a girone unico        | LBA Serie A Nazionale a girone unico         | LBA Serie A Nazionale a girone unico         | LBA Serie A Nazionale a girone unico                     | LBA Serie A Nazionale a girone unico                     | LBA Serie A Nazionale a girone unico                   | LBA Serie A Nazionale a girone unico             | LBA Serie A Nazionale a girone unico               | LBA Serie A Nazionale a girone unico               | LBA Serie A Nazionale a girone unico                              |
| II livello   | FIP Serie B Interregionale a gironi singoli | FIP Serie B Interregionale a gironi singoli | LBA Serie A2 Interregionale a gironi singoli | FIP Serie A2 Interregionale a gironi singoli | LBA Serie A2 Interregionale a gironi singoli             | Legadue Interregionale a gironi singoli                  | Legadue Interregionale a gironi singoli                | Legadue Interregionale a gironi singoli          | LNP DNA Gold Interregionale a gironi singoli       | LNP Serie A2 Interregionale a gironi singoli       | LNP Serie A2 Nazionale a girone unico                             |
| III livello  | FIP Serie C Interregionale a gironi singoli | FIP Serie C Interregionale a gironi singoli | LNP Serie B Interregionale a gironi singoli  | LNP Serie B Interregionale a gironi singoli  | LNP Serie B d'Eccellenza Interregionale a gironi singoli | LNP Serie B d'Eccellenza Interregionale a gironi singoli | LNP Serie A Dilettanti Interregionale a gironi singoli | LNP DNA Interregionale a gironi singoli          | LNP DNA Silver Interregionale a gironi singoli     | LNP Serie B Interregionale a gironi singoli        | LNP Serie B Nazionale Interregionale a gironi singoli             |
| IV livello   | FIP Serie D Interregionale a gironi singoli | FIP Serie D Interregionale a gironi singoli | LNP Serie C Interregionale a gironi singoli  | LNP Serie C1 Interregionale a gironi singoli | LNP Serie B2 Interregionale a gironi singoli             | LNP Serie B2 Interregionale a gironi singoli             | LNP Serie B Dilettanti Interregionale a gironi singoli | LNP DNB Interregionale a gironi singoli          | FIP Serie C Gold Interregionale a gironi singoli   | FIP Serie C Gold Interregionale a gironi singoli   | FIP Serie B Interregionale Interregionale suddivisa in Conference |
| V livello    |                                             |                                             | LNP Serie D Interregionale a gironi singoli  | FIP Serie C2 Interregionale a gironi singoli | LNP Serie C1 Interregionale a gironi singoli             | LNP Serie C1 Interregionale a gironi singoli             | LNP Serie C Dilettanti Interregionale a gironi singoli | LNP DNC Interregionale a gironi singoli          | FIP Serie C Silver Interregionale a gironi singoli | FIP Serie C Silver Interregionale a gironi singoli | FIP Serie C Interregionale suddivisa in Conference                |
| VI livello   |                                             |                                             |                                              | LNP Serie D Regionale a gironi singoli       | FIP Serie C2 Regionale a gironi singoli                  | FIP Serie C2 Regionale a gironi singoli                  | FIP Serie D Regionale Regionale a gironi singoli       | FIP Serie D Regionale Regionale a gironi singoli | FIP Serie D Regionale Regionale a gironi singoli   | FIP Serie D Regionale Regionale a gironi singoli   | FIP Divisione Regionale 1 Regionale a gironi singoli              |
| VII livello  |                                             |                                             |                                              |                                              | LNP Serie D Regionale a gironi singoli                   | LNP Serie D Regionale a gironi singoli                   | FIP Promozione Regionale a gironi singoli              | FIP Promozione Regionale a gironi singoli        | FIP Promozione Regionale a gironi singoli          | FIP Promozione Regionale a gironi singoli          | FIP Divisione Regionale 2 Regionale a gironi singoli              |
| VIII livello |                                             |                                             |                                              |                                              |                                                          |                                                          | FIP Prima Divisione Regionale a gironi singoli         | FIP Prima Divisione Regionale a gironi singoli   | FIP Prima Divisione Regionale a gironi singoli     | FIP Prima Divisione Regionale a gironi singoli     | FIP Divisione Regionale 3 Regionale a gironi singoli              |
| IX livello   |                                             |                                             |                                              |                                              |                                                          |                                                          | FIP Seconda Divisione Regionale a gironi singoli       | FIP Seconda Divisione Regionale a gironi singoli | FIP Seconda Divisione Regionale a gironi singoli   | FIP Seconda Divisione Regionale a gironi singoli   | FIP Divisione Regionale 4 Regionale a gironi singoli              |

## I campionati professionistici

### Torneo della Lega Basket
Serie A

Massima divisione maschile gestita dalla Lega Basket. È ovviamente il campionato più antico, inaugurato nel 1920. Nel corso degli anni ha cambiato varie volte nome: dal 1955 al 1965 si è sdoppiata in Prima Serie - Elette e in Seconda Serie - Serie A; fino al 1974 è tornata a chiamarsi Serie A e dal 1974-75 è stata divisa in Serie A1 e Serie A2. Dal 2001-02 la Serie A2 è diventata indipendente e la A1 è tornata a chiamarsi semplicemente «Serie A». Solitamente si è giocato in un girone unico, sin dal 1937-38, con le eccezioni dei campionati dell'immediato dopoguerra (1946, 1947 e 1948). Con lo sdoppiamento in A1 e A2, il legame tra le due divisioni è stato tenuto vivo dalla seconda fase del campionato, che inizialmente prevedeva dei gironi all'italiana, poi i play-off e i play-out. Tuttora, la vittoria dello scudetto è decisa al termine dei play-off, mentre le retrocessioni sono dirette.

### Torneo di Legadue
La Legadue nasce il 20 giugno 2001, data in cui la Lega Società di Pallacanestro di Serie A si scinde in due entità, dando vita appunto alla Legadue.
Il 24 marzo del 2013 confluisce insieme alla Lega Nazionale Pallacanestro nella Nuova Lega Nazionale Pallacanestro che organizza il riformato Campionato di Legadue tornato al dilettantismo ed i tornei che si trovavano sotto l'egida della precedente LNP.

## I campionati dilettantistici

### Tornei della LNP
Serie A2 

La Serie A2 è il secondo livello del campionato italiano di pallacanestro ed è il massimo livello dilettantistico e decreta il  Campione Italiano Dilettanti. Essa viene organizzata dal 2013 dalla Lega Nazionale Pallacanestro (inizialmente Nuova Lega Nazionale Pallacanestro, nota con l'acronimo LNP). Viene fondata nel 1974 e da allora la competizione cambierà più volte format e denominazione, arrivando nel 1994 ad ottenere il professionismo e indipendente dalla Lega Basket nel 2001 con la nascita della Legadue. Al termine della stagione 2012-2013 il campionato viene diviso in 2 divisioni "Gold" e "Silver" organizzati dalla Nuova Lega Nazionale Pallacanestro.
Dalla stagione 2014-2015 il secondo livello del basket italiano torna a chiamarsi Serie A2, in seguito all'accorpamento della Divisione Nazionale A Silver: la nuova Serie A2 risultava così inizialmente suddivisa in due gironi, Gold e Silver, per poi ristrutturarsi nella stagione 2015-2016 con la composizione di due gironi su base geografica denominati Est ed Ovest. Dalla stagione 2024-2025 il campionato va articolarsi su un girone unico da 20 squadre.
 Serie B Nazionale 

La Serie B Nazionale è il terzo livello del campionato italiano di pallacanestro ed è il secondo livello a carattere dilettantistico. Essa viene organizzata dal 2013 dalla Lega Nazionale Pallacanestro suddividendo le squadre su 2 gironi in base alla posizione geografica in nord e sud.

### Tornei Interregionali della FIP
Serie B Interregionale 

Quarto livello del campionato venne fondato nel 1979 come Serie C1, in seguito nel 2008 il torneo ha assunto la denominazione C dilettanti diventando nel 2011 Divisione nazionale C o DNC. Nel 2014 ritorna alla denominazione di serie C per 2 anni a seguito della divisione del campionato nella serie C Gold e nella serie C Silver a partire dalla stagione 2015/2016. A conclusione del processo di riforma dei campionati iniziato nel 2023 il 4º livello ha assunto la denominazione di Serie B Interregionale con 4 promozioni in Serie B Nazionale e 12 retrocessioni in Serie C. Il campionato è stato organizzato su 4 Conference suddivise in 2 Division gestite dal Comitato Regionale indicato dalla FIP per le  prime due stagioni, dalla terza edizione (2025-2026) vede una rimodulazione su 3 conference sempre suddivise in 2 division.
 Serie C 

Quinto livello a carattere regionale e gestito direttamente dai comitati regionali FIP che organizzato la competizione all'interno del proprio territorio di pertinenza. Attualmente il campionato è organizzato su 4 Conference suddivise in 4 Division gestite dal Comitato Regionale indicato dalla FIP

### Tornei Regionali della FIP
A livello regionale i campionati sono organizzati dai rispettivi comitati sotto mandato della FIP con la riforma attuata nel 2023 i campionati che i vari comitati (in base al numero di squadre iscritte) possono organizzare sono:
- Divisione Regionale 1
- Divisione Regionale 2
- Divisione Regionale 3
- Divisione Regionale 4

## Campionati Giovanili
I Campionati Giovanili FIP (sia maschili e femminili) sono divisi in Regionali Élite ed Eccellenza (girone unico costituito dalle squadre migliori) divisi in età: Under 13, Under 14,Under 15, Under 17, Under 19.
I Campionati Giovanili sono organizzati in quattro fasi:
- Qualificazioni: organizzate dalle sezioni provinciali, vedono tutte le squadre iscritte scontrarsi tra loro, divise in molti gironi creati su base territoriale
- Secondo turno: diviso in fase Gold e Silver e organizzato dalla sezione regionale, che vede dividersi in due minicampionati le migliori di ciascun girone
- Finali regionali: fase finale organizzata dalla sezione regionale, che vede scontrarsi le prime dei gironi Gold. C'è anche una fase finale delle migliori della fase Silver
- Finali nazionali: gestite dalla federazione nazionale e organizzate dalle sezioni provinciali scelte ogni anno per ospitare le sfide più belle tra le squadre giovanili migliori d'Italia

## Piramide attuale
| Livello | Serie                                                              | Serie                                                              | Serie                                                              | Serie                                                              | Serie                                                              | Serie                                                              | Serie                                                              | Serie                                                              | Serie                                                              | Serie                                                              | Serie                                                              | Serie                                                              | Serie                                                              | Serie                                                              | Serie                                                              | Serie                                                              |
| ------- | ------------------------------------------------------------------ | ------------------------------------------------------------------ | ------------------------------------------------------------------ | ------------------------------------------------------------------ | ------------------------------------------------------------------ | ------------------------------------------------------------------ | ------------------------------------------------------------------ | ------------------------------------------------------------------ | ------------------------------------------------------------------ | ------------------------------------------------------------------ | ------------------------------------------------------------------ | ------------------------------------------------------------------ | ------------------------------------------------------------------ | ------------------------------------------------------------------ | ------------------------------------------------------------------ | ------------------------------------------------------------------ |
| Pro-1   | Lega Società di Pallacanestro Serie A Serie A 16 squadre           | Lega Società di Pallacanestro Serie A Serie A 16 squadre           | Lega Società di Pallacanestro Serie A Serie A 16 squadre           | Lega Società di Pallacanestro Serie A Serie A 16 squadre           | Lega Società di Pallacanestro Serie A Serie A 16 squadre           | Lega Società di Pallacanestro Serie A Serie A 16 squadre           | Lega Società di Pallacanestro Serie A Serie A 16 squadre           | Lega Società di Pallacanestro Serie A Serie A 16 squadre           | Lega Società di Pallacanestro Serie A Serie A 16 squadre           | Lega Società di Pallacanestro Serie A Serie A 16 squadre           | Lega Società di Pallacanestro Serie A Serie A 16 squadre           | Lega Società di Pallacanestro Serie A Serie A 16 squadre           | Lega Società di Pallacanestro Serie A Serie A 16 squadre           | Lega Società di Pallacanestro Serie A Serie A 16 squadre           | Lega Società di Pallacanestro Serie A Serie A 16 squadre           | Lega Società di Pallacanestro Serie A Serie A 16 squadre           |
| Dil-1   | Lega Nazionale Pallacanestro Serie A2 20 squadre                   | Lega Nazionale Pallacanestro Serie A2 20 squadre                   | Lega Nazionale Pallacanestro Serie A2 20 squadre                   | Lega Nazionale Pallacanestro Serie A2 20 squadre                   | Lega Nazionale Pallacanestro Serie A2 20 squadre                   | Lega Nazionale Pallacanestro Serie A2 20 squadre                   | Lega Nazionale Pallacanestro Serie A2 20 squadre                   | Lega Nazionale Pallacanestro Serie A2 20 squadre                   | Lega Nazionale Pallacanestro Serie A2 20 squadre                   | Lega Nazionale Pallacanestro Serie A2 20 squadre                   | Lega Nazionale Pallacanestro Serie A2 20 squadre                   | Lega Nazionale Pallacanestro Serie A2 20 squadre                   | Lega Nazionale Pallacanestro Serie A2 20 squadre                   | Lega Nazionale Pallacanestro Serie A2 20 squadre                   | Lega Nazionale Pallacanestro Serie A2 20 squadre                   | Lega Nazionale Pallacanestro Serie A2 20 squadre                   |
| Dil-2   | Lega Nazionale Pallacanestro Serie B Nazionale girone A 20 squadre | Lega Nazionale Pallacanestro Serie B Nazionale girone A 20 squadre | Lega Nazionale Pallacanestro Serie B Nazionale girone A 20 squadre | Lega Nazionale Pallacanestro Serie B Nazionale girone A 20 squadre | Lega Nazionale Pallacanestro Serie B Nazionale girone A 20 squadre | Lega Nazionale Pallacanestro Serie B Nazionale girone A 20 squadre | Lega Nazionale Pallacanestro Serie B Nazionale girone A 20 squadre | Lega Nazionale Pallacanestro Serie B Nazionale girone A 20 squadre | Lega Nazionale Pallacanestro Serie B Nazionale girone B 20 squadre | Lega Nazionale Pallacanestro Serie B Nazionale girone B 20 squadre | Lega Nazionale Pallacanestro Serie B Nazionale girone B 20 squadre | Lega Nazionale Pallacanestro Serie B Nazionale girone B 20 squadre | Lega Nazionale Pallacanestro Serie B Nazionale girone B 20 squadre | Lega Nazionale Pallacanestro Serie B Nazionale girone B 20 squadre | Lega Nazionale Pallacanestro Serie B Nazionale girone B 20 squadre | Lega Nazionale Pallacanestro Serie B Nazionale girone B 20 squadre |
| Dil-3   | Serie B Interregionale Conference Nord-Ovest                       | Serie B Interregionale Conference Nord-Ovest                       | Serie B Interregionale Conference Nord-Ovest                       | Serie B Interregionale Conference Nord-Ovest                       | Serie B Interregionale Conference Nord-Est                         | Serie B Interregionale Conference Nord-Est                         | Serie B Interregionale Conference Nord-Est                         | Serie B Interregionale Conference Nord-Est                         | Serie B Interregionale Conference Centro                           | Serie B Interregionale Conference Centro                           | Serie B Interregionale Conference Centro                           | Serie B Interregionale Conference Centro                           | Serie B Interregionale Conference Sud                              | Serie B Interregionale Conference Sud                              | Serie B Interregionale Conference Sud                              | Serie B Interregionale Conference Sud                              |
| Dil-3   | Division A 12 squadre                                              | Division A 12 squadre                                              | Division B 12 squadre                                              | Division B 12 squadre                                              | Division C 12 squadre                                              | Division C 12 squadre                                              | Division D 12 squadre                                              | Division D 12 squadre                                              | Division E 12 squadre                                              | Division E 12 squadre                                              | Division F 12 squadre                                              | Division F 12 squadre                                              | Division G 12 squadre                                              | Division G 12 squadre                                              | Division H 12 squadre                                              | Division H 12 squadre                                              |
| Dil-4   | Serie C Conference Nord-Ovest                                      | Serie C Conference Nord-Ovest                                      | Serie C Conference Nord-Ovest                                      | Serie C Conference Nord-Ovest                                      | Serie C Conference Nord-Est                                        | Serie C Conference Nord-Est                                        | Serie C Conference Nord-Est                                        | Serie C Conference Nord-Est                                        | Serie C Conference Centro                                          | Serie C Conference Centro                                          | Serie C Conference Centro                                          | Serie C Conference Centro                                          | Serie C Conference Sud                                             | Serie C Conference Sud                                             | Serie C Conference Sud                                             | Serie C Conference Sud                                             |
| Dil-4   | Div. A 14 squadre                                                  | Div. B 14 squadre                                                  | Div. C 14 squadre                                                  | Div. D 14 squadre                                                  | Div. E 13 squadre                                                  | Div. F 14 squadre                                                  | Div. G 14 squadre                                                  | Div. H 14 squadre                                                  | Div. I 14 squadre                                                  | Div. L 14 squadre                                                  | Div. M 14 squadre                                                  | Div. N 13 squadre                                                  | Div. O 13 squadre                                                  | Div. P 14 squadre                                                  | Div. Q 14 squadre                                                  | Div. R 11 squadre                                                  |
| Dil-5   | Divisione Regionale 1 (33 gironi regionali, 224 squadre)           | Divisione Regionale 1 (33 gironi regionali, 224 squadre)           | Divisione Regionale 1 (33 gironi regionali, 224 squadre)           | Divisione Regionale 1 (33 gironi regionali, 224 squadre)           | Divisione Regionale 1 (33 gironi regionali, 224 squadre)           | Divisione Regionale 1 (33 gironi regionali, 224 squadre)           | Divisione Regionale 1 (33 gironi regionali, 224 squadre)           | Divisione Regionale 1 (33 gironi regionali, 224 squadre)           | Divisione Regionale 1 (33 gironi regionali, 224 squadre)           | Divisione Regionale 1 (33 gironi regionali, 224 squadre)           | Divisione Regionale 1 (33 gironi regionali, 224 squadre)           | Divisione Regionale 1 (33 gironi regionali, 224 squadre)           | Divisione Regionale 1 (33 gironi regionali, 224 squadre)           | Divisione Regionale 1 (33 gironi regionali, 224 squadre)           | Divisione Regionale 1 (33 gironi regionali, 224 squadre)           | Divisione Regionale 1 (33 gironi regionali, 224 squadre)           |
| Dil-6   | Divisione Regionale 2 (55 gironi regionali, 619 squadre)           | Divisione Regionale 2 (55 gironi regionali, 619 squadre)           | Divisione Regionale 2 (55 gironi regionali, 619 squadre)           | Divisione Regionale 2 (55 gironi regionali, 619 squadre)           | Divisione Regionale 2 (55 gironi regionali, 619 squadre)           | Divisione Regionale 2 (55 gironi regionali, 619 squadre)           | Divisione Regionale 2 (55 gironi regionali, 619 squadre)           | Divisione Regionale 2 (55 gironi regionali, 619 squadre)           | Divisione Regionale 2 (55 gironi regionali, 619 squadre)           | Divisione Regionale 2 (55 gironi regionali, 619 squadre)           | Divisione Regionale 2 (55 gironi regionali, 619 squadre)           | Divisione Regionale 2 (55 gironi regionali, 619 squadre)           | Divisione Regionale 2 (55 gironi regionali, 619 squadre)           | Divisione Regionale 2 (55 gironi regionali, 619 squadre)           | Divisione Regionale 2 (55 gironi regionali, 619 squadre)           | Divisione Regionale 2 (55 gironi regionali, 619 squadre)           |
| Dil-7   | Divisione Regionale 3 (44 gironi regionali, 503 squadre)           | Divisione Regionale 3 (44 gironi regionali, 503 squadre)           | Divisione Regionale 3 (44 gironi regionali, 503 squadre)           | Divisione Regionale 3 (44 gironi regionali, 503 squadre)           | Divisione Regionale 3 (44 gironi regionali, 503 squadre)           | Divisione Regionale 3 (44 gironi regionali, 503 squadre)           | Divisione Regionale 3 (44 gironi regionali, 503 squadre)           | Divisione Regionale 3 (44 gironi regionali, 503 squadre)           | Divisione Regionale 3 (44 gironi regionali, 503 squadre)           | Divisione Regionale 3 (44 gironi regionali, 503 squadre)           | Divisione Regionale 3 (44 gironi regionali, 503 squadre)           | Divisione Regionale 3 (44 gironi regionali, 503 squadre)           | Divisione Regionale 3 (44 gironi regionali, 503 squadre)           | Divisione Regionale 3 (44 gironi regionali, 503 squadre)           | Divisione Regionale 3 (44 gironi regionali, 503 squadre)           | Divisione Regionale 3 (44 gironi regionali, 503 squadre)           |
| Dil-8   | Divisione Regionale 4 (13 gironi regionali, 147 squadre)           | Divisione Regionale 4 (13 gironi regionali, 147 squadre)           | Divisione Regionale 4 (13 gironi regionali, 147 squadre)           | Divisione Regionale 4 (13 gironi regionali, 147 squadre)           | Divisione Regionale 4 (13 gironi regionali, 147 squadre)           | Divisione Regionale 4 (13 gironi regionali, 147 squadre)           | Divisione Regionale 4 (13 gironi regionali, 147 squadre)           | Divisione Regionale 4 (13 gironi regionali, 147 squadre)           | Divisione Regionale 4 (13 gironi regionali, 147 squadre)           | Divisione Regionale 4 (13 gironi regionali, 147 squadre)           | Divisione Regionale 4 (13 gironi regionali, 147 squadre)           | Divisione Regionale 4 (13 gironi regionali, 147 squadre)           | Divisione Regionale 4 (13 gironi regionali, 147 squadre)           | Divisione Regionale 4 (13 gironi regionali, 147 squadre)           | Divisione Regionale 4 (13 gironi regionali, 147 squadre)           | Divisione Regionale 4 (13 gironi regionali, 147 squadre)           |

## Campionati Regionali
| Regione                  | Serie B interregionale | Serie C | Divisione Regionale 1 | Divisione Regionale 2 | Divisione Regionale 3 | Divisione Regionale 4 | Totale Campionati Regionali |
| ------------------------ | ---------------------- | ------- | --------------------- | --------------------- | --------------------- | --------------------- | --------------------------- |
| Abruzzo                  | 1                      | -       | 1                     | 1                     | -                     | -                     | 3                           |
| Basilicata               | -                      | -       | -                     | 1                     | -                     | -                     | 1                           |
| Calabria                 | -                      | -       | 1                     | 1                     | -                     | -                     | 2                           |
| Campania                 | 1                      | 1       | 2                     | 2                     | 2                     | -                     | 8                           |
| Emilia-Romagna           | 1                      | 1       | 3                     | 6                     | 9                     | -                     | 20                          |
| Friuli-Venezia Giulia    | -                      | 1       | 2                     | 4                     | 2                     | -                     | 9                           |
| Lazio                    | -                      | 2       | 4                     | 5                     | 3                     | -                     | 14                          |
| Liguria                  | -                      | -       | 1                     | 3                     | -                     | -                     | 4                           |
| Lombardia                | 1                      | 3       | 4                     | 6                     | 10                    | 13                    | 37                          |
| Marche                   | -                      | 1       | 2                     | 3                     | 2                     | -                     | 8                           |
| Molise                   | -                      | -       | -                     | -                     | -                     | -                     | 0                           |
| Piemonte - Valle d'Aosta | 1                      | 1       | 2                     | 4                     | 2                     | -                     | 10                          |
| Puglia                   | 1                      | 1       | 2                     | 3                     | 4                     | -                     | 11                          |
| Sardegna                 | -                      | 1       | 1                     | 2                     | -                     | -                     | 4                           |
| Sicilia                  | -                      | 1       | 2                     | 4                     | -                     | -                     | 7                           |
| Toscana                  | 1                      | 1       | 2                     | 4                     | 4                     | -                     | 12                          |
| Trentino-Alto Adige      | -                      | -       | -                     | 1                     | 1                     | -                     | 2                           |
| Umbria                   | -                      | 1       | 1                     | 1                     | -                     | -                     | 3                           |
| Veneto                   | 1                      | 1       | 3                     | 4                     | 5                     | -                     | 14                          |
| Totali                   | 8                      | 16      | 33                    | 55                    | 44                    | 13                    | 169                         |

## Squadre non italiane iscritte alla FIP
Nel 1969 il Prof. Luciano Capicchioni a seguito di un accordo tra l'allora neo costituita Federazione Sammarinese Pallacanestro e la FIP permise alla Pallacanestro Titano di partecipare al campionato italiano. Oggi tale formazione milita nel campionato di Serie C e la propria formazione U19 nel Campionato Sammarinese. Un ulteriore formazione Sanmarinese iscritta alla FIP è il Basket 2000 San Marino militante nella Divisione Regionale 2.

## Qualificazioni alle coppe europee

### Eurolega
L'Eurolega è la competizione europea a cui partecipano i più grandi club d'Europa. Consiste in un girone all'italiana composto da diciotto squadre. La Serie A vede l'Olimpia Milano possedere una Licenza A che gli garantisce la partecipazione ogni anno. Per accedere a tale competizione oltre al merito sportivo vanno rispettati dei determinati parametri stabiliti dallo statuto della competizione. Dalla stagione 2022-2023 in Eurolega compete anche la Virtus Bologna

### Eurocup
L'Eurocup è la seconda competizione gestita da Euroleague Basketball, partecipano ventiquattro squadre, vi sono due gironi preliminari e una fase finale con playoff che si giocano al meglio delle tre partite. Accedono alla competizione i club delle leghe principali in base al piazzamento ottenuto nel campionato nazionale, più alcuni invitati dall'organizzazione. Da quando è stata istituita la Basketball Champions League i club si dividono tra le due competizioni in base alle proprie preferenze.

### Basketball Champions League
La Basketball Champions League è una competizione istituita nel 2016 dalla FIBA Europe ed è in competizione con l'Eurocup per il ruolo di seconda competizione europea.
Vi partecipano 32 squadre divise in quattro gironi da otto squadre.
Le prime quattro di ogni girone accedono alla fase ad eliminazione diretta che si divide in ottavi di finale e quarti di finale che si giocano con partite di andata e ritorno, le squadre rimaste si contendono il trofeo in una Final Four. 
Le squadre che si classificano quinte e seste nei gironi iniziali partecipano ai playoff di FIBA Europe Cup. 
Si accede alla competizione in base al risultato ottenuto nel campionato nazionale e l'organizzazione si riserva la possibilità di distribuire quattro inviti. Le squadre si dividono tra questa competizione e l'Eurocup in base alle proprie preferenze. Viene organizzata da Basketball champions league SA una società composta dalla FIBA e dieci leghe nazionali.

### FIBA Europe Cup
La FIBA Europe Cup è una competizione gestita direttamente dalla FIBA Europe. Partecipano 32 squadre divise in otto gironi da quattro, le sedici che superano il turno sono raggruppate in altri quattro gironi e le otto migliori avanzano ai playoff in cui si aggiungono anche le compagini che provengono dalla Champions League, la fase finale si gioca con partite di andata e ritorno.